# Lambdina punctata
Lambdina punctata är en fjärilsart som beskrevs av George Duryea Hulst 1899. Lambdina punctata ingår i släktet Lambdina och familjen mätare. Inga underarter finns listade i Catalogue of Life.